# 月球車

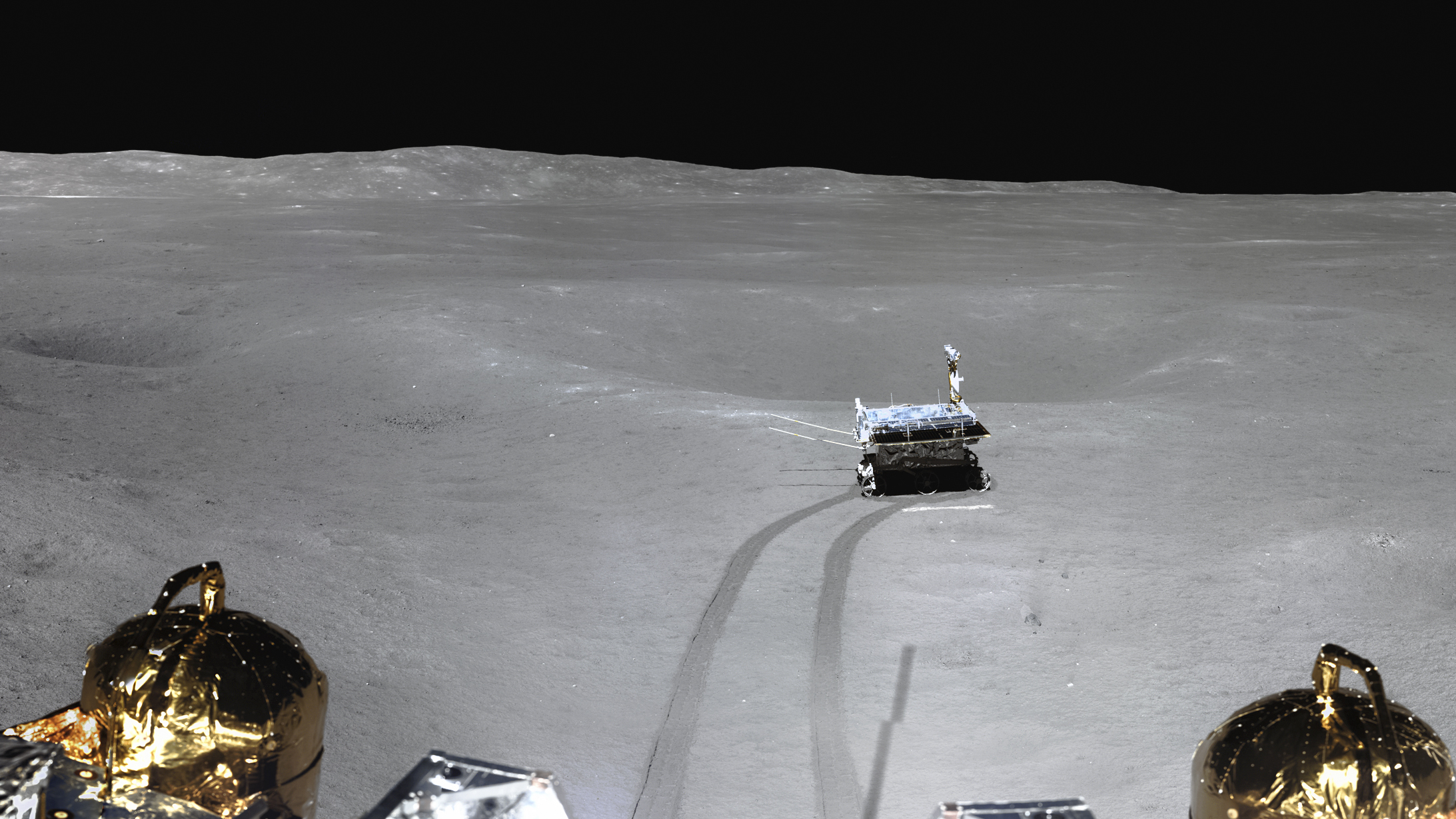
玉兔二号月球车（巡视器）离开嫦娥四号着陆器，2019年

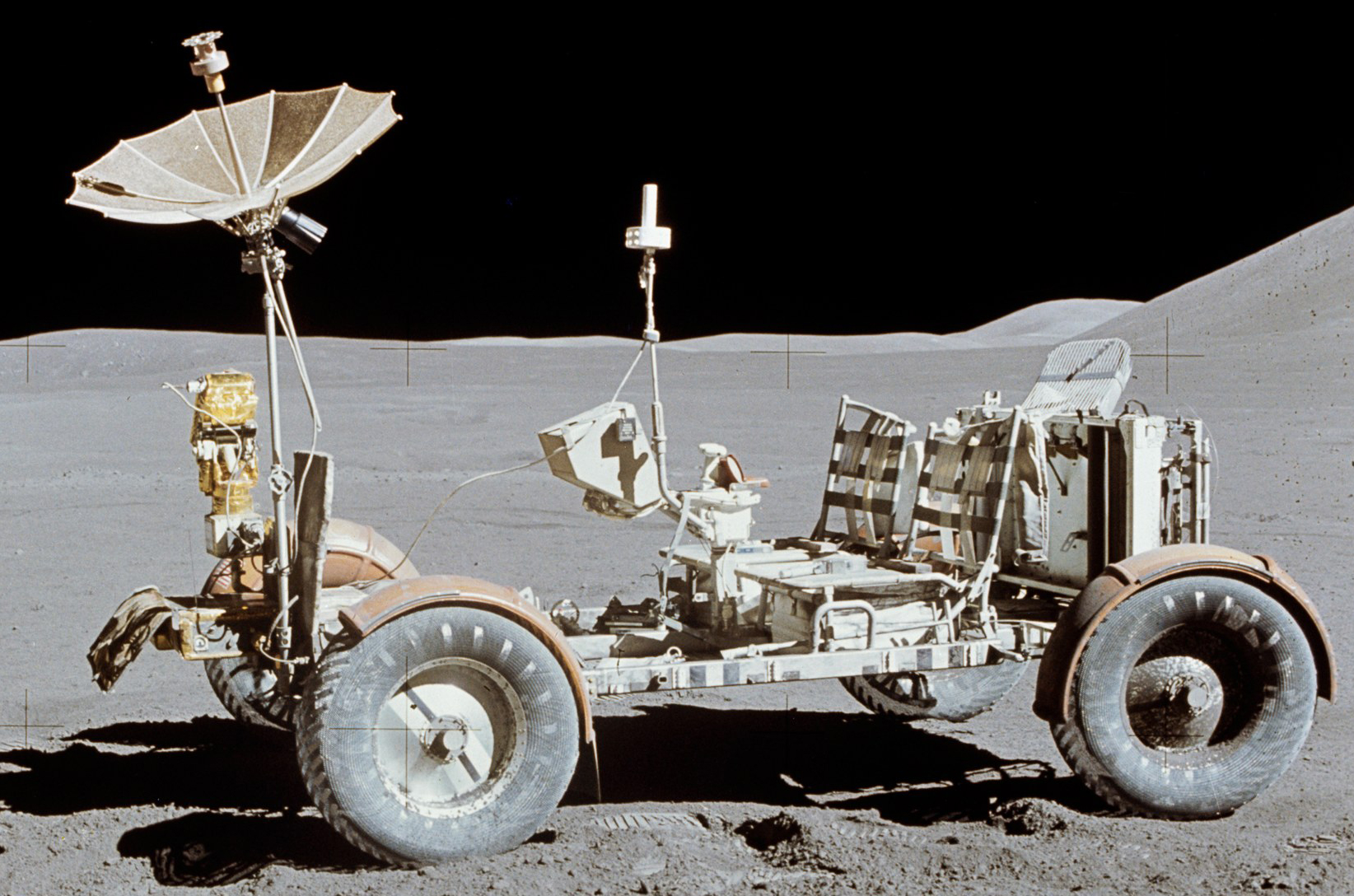
阿波罗15号月球车,1971年

阿波罗17号月球車,1972年

月球车，又称月面车，是在月球表面行驶并对月球考察和收集分析样品的专用车辆。可分为无人驾驶月球车和有人驾驶月球车。无人驾驶月球车由轮式底盘和仪器舱组成，用太阳能电池和蓄电池联合供电。无人驾驶月球车则属于巡视器，特点是小型化、低功耗、高集成的部分或者全部自主。世界上第一台无人驾驶的月球车是苏联的月球车1号，于1970年11月17日由月球17号探测器送上月球。
有人驾驶月球车主要由月球车的每个轮子的各一台电动机驱动，靠蓄电池提供动力。主要作用于扩大宇航员的活动范围和的减少体力消耗，它可随时存放宇航员采集的岩石和土壤标本。
目前共有四个国家成功完成月球车在月球表面的降落和行走，分别是苏联、美国、中华人民共和国和印度。

## 已经完成的任务

### 月球车1号
月球车1号是苏联发射成功的世界上第一辆成功运行的遥控月球车。质量约为756千克，高1米35，长2.2米，宽1.6米。 依靠4对电驱动，电磁继电器制动的轮子实现机动。于1970年11月17日由月球17号送上月球（降落点位于北纬38°17'西经35°），一直在雨海地区工作至1971年10月4日。

### 月球车2号
月球车2号是苏联研制的第二个无人月球车，高1.35米，长1.7米，宽1.6米。主要任务同月球车1号相同，也是收集月球表面照片，全车拥有3个摄像头。除摄像头外，月球车2号还拥有激光测距、X射线探测仪、磁场探测仪等装置。它以八个相互独立的电动车轮驱动，车体能源来自于太阳能电池，车上携带的钋210放射性元素用来在夜晚为车体供热，保证仪器不因低温而损坏。月球车2号总共工作了4个月，拍摄了86张全景照片和80000张照片。

### 阿波罗月球车
阿波罗月球车是1971至1972年期间，阿波罗计划中第十五、十六和十七次登月任务中，宇航员使用的月球车。可以搭载两名宇航员，以及月岩和登月设备。

### 玉兔号月球车
玉兔号月球车是中华人民共和国设计制造的一辆月球车，搭载于嫦娥三号月球探测器。嫦娥三号于2013年12月2日凌晨1时30分00秒34毫秒从西昌卫星发射中心由长征三号乙增强型运载火箭发射，于12月14日21時12分成功软着陆于月球表面，12月15日凌晨4时35分，玉兔号月球车从嫦娥三号中走出，成为自1973年苏联的月球车2号以来再次踏上月球表面的无人驾驶月球车。

### 智慧号月球车
智慧号月球车是印度月船三号携带的月球车，于2023年8月23日着陆月球，进行了短距离巡视，并于9月2日随月夜进入冬眠。9月23日，智慧号月球车唤醒失败，任务结束。智慧号月球车在月面总共工作了12天，行驶距离101.4米。

### SLIM月球车
SLIM携带了2个微型月球车，分别称为LEV-1和LEV-2。

### 嫦娥六号金蟾月球车
嫦娥六号携带了1个微型月球车，称为“金蟾”。金蟾对月球表面进行了红外光谱分析，并为嫦娥六号着陆器拍摄了照片。

## 正在执行的任务

### 玉兔二号月球车
玉兔二号月球车是中华人民共和国设计制造的一个无人月面探测器，搭载于嫦娥四号月球探测器，于2019年1月3日定名。嫦娥四号于2018年12月8日凌晨2时23分34秒366毫秒从西昌卫星发射中心由长征三号乙改进Ⅲ型运载火箭发射，于2019年1月3日10時26分成功软着陆于月球背面冯·卡门撞击坑。1月3日22时22分，玉兔二号月球车从嫦娥四号着陆器完成分离，成功踏上月面, 成为世界上第一个登陆月球背面的人造移动设备。

## 月球车一览表
| 月球车外表             | 国家或组织   | 月球车名称       | 着陆器或任务名称 | 发射时间 （协调世界时）        | 着陆时间                        | 着陆地点                                                               | 控制方式     | 行走大约距离 （公里） | 备注                                                        |
| 已完成的任务           | 已完成的任务 | 已完成的任务     | 已完成的任务     | 已完成的任务                   | 已完成的任务                    | 已完成的任务                                                           | 已完成的任务 | 已完成的任务          | 已完成的任务                                                |
| ---------------------- | ------------ | ---------------- | ---------------- | ------------------------------ | ------------------------------- | ---------------------------------------------------------------------- | ------------ | --------------------- | ----------------------------------------------------------- |
| 月球车0号巡视器外表图  | 苏联         | 月球车0号巡视器  | 月球15A号        | 1969年2月19日 06时48分15秒     | —                               | —                                                                      | ——           | —                     | 发射失败                                                    |
| 月球车1号巡视器外表图  | 苏联         | 月球车1号巡视器  | 月球17号         | 1970年11月10日 14时44分01秒    | 1970年11月17日 03时47分         | 月球雨海 38°19′30″N 36°59′42″W / 38.32507°N 36.9949°W                  | 地球遥控     | 10.540                | 成功                                                        |
| 阿波罗15号月球车外表图 | 美国         | 阿波罗15号月球车 | 阿波罗15号       | 1971年7月26日 13时34分00.6秒   | 1971年7月30日 22时16分29秒      | 月球海德里亚平宁区 26°7′55.99″N 3°38′1.90″E / 26.1322194°N 3.6338611°E | 有人驾驶     | 27.76                 | 成功 载人月球车                                             |
| 阿波罗16号月球车外表图 | 美国         | 阿波罗16号月球车 | 阿波罗16号       | 1972年4月16日 17时54分00秒     | 1972年4月21日 02时23分35秒      | 月球笛卡尔高地 8°58′22.84″S 15°30′0.68″E / 8.9730111°S 15.5001889°E    | 有人驾驶     | 26.55                 | 成功 载人月球车                                             |
| 阿波罗17号月球车外表图 | 美国         | 阿波罗17号月球车 | 阿波罗17号       | 1972年12月7日 05时33分00秒     | 1972年12月11日 19时54分57秒     | 月球陶拉斯-利特罗环形坑 20°11′27″N 30°46′18″E / 20.19080°N 30.77168°E  | 有人驾驶     | 35.89                 | 成功 载人月球车                                             |
| 月球车2号巡视器外表图  | 苏联         | 月球车2号巡视器  | 月球21号         | 1973年1月11日 06时55分38秒     | 1973年1月15日 23时35分          | 月球拉莫尼亚环形坑 25°51′N 30°27′E / 25.850°N 30.450°E                 | 地球遥控     | 39                    | 成功                                                        |
| 月面上的玉兔号月球车   | 中国         | 玉兔號月球車     | 嫦娥三号         | 2013年12月1日 17时30分00.344秒 | 2013年12月14日 13时11分18.695秒 | 月球雨海西北地区 44°07′34″N 19°30′05″W / 44.1260°N 19.5014°W           | 地球遥控     | 0.1189                | 成功 巡视器出现不明机械故障，无法继续行走，其他部分正常工作 |
| 暂缺                   | 印度         | 智慧 (月球车)    | 月船二号         | 2019年7月22日 09时13分12秒     | —                               | —                                                                      | ——           | —                     | 着陆失败                                                    |
|                        | 印度         | 智慧 (月球车)    | 月船三号         | 2023年7月14日 09时05分17秒     | 2023年8月23日 12时32分          | 月球 69°22′23″S 32°19′08″E / 69.373°S 32.319°E                         | 地球遥控     | 0.1014                | 成功                                                        |
| 运行中的任务           |              |                  |                  |                                |                                 |                                                                        |              |                       |                                                             |
|                        | 中国         | 玉兔二號月球車   | 嫦娥四号         | 2018年12月7日 18时23分         | 2019年1月3日 02时26分           | 月球背面南极-艾特肯盆地冯·卡门撞击坑 45°30′S 177°36′E / 45.5°S 177.6°E | 地球遥控     | 1.596（2024.5.4）     | 成功 正常运行中                                             |
| 未来任务               |              |                  |                  |                                |                                 |                                                                        |              |                       |                                                             |